# 大内高弘
大内 高弘（おおうち たかひろ）は、戦国時代の武将。周防国・長門国の戦国大名大内氏の一族。後に大友氏に仕えた。大内政弘の次男（母は不詳）で、政弘の嫡男・大内義興とは異母兄弟関係である。子に大内輝弘。僧侶時代の名前は大護院 尊光（だいごいん そんこう）。別名として、隆弘（読み同じ）の表記も伝わる。

## 生涯
山口の氷上山興隆寺に入って別当となり、出家して大護院尊光と称した。
延徳2年（1490年）、尊光は政弘によって朝廷が東大寺領として与えていた周防国の国衙領の目代に任じられて、以後国衙領の租税は大内氏を経由して東大寺に送付されることになったが、実際には租税が東大寺へ送られる事は無く、大内氏による全国衙領の押領を意味する事になった。
明応8年（1499年）、大内家重臣の杉武明は、豊後の大名・大友親治と組んで謀反を企てた。この謀反では大内氏を掌握すべく、当主の大内義興を追放して、その兄弟の尊光を還俗させて、新たな当主としようという計画であった。この企てを知った義興は先手を打ち、杉武明を誅殺した。尊光は命からがら豊後の大友氏を頼って逃れた。
杉武明の主導した謀反であったが、尊光もその中心的役割を果たしたと見られ、尊光が親しくしていた因島村上氏の当主・村上備中守（村上吉直）宛ての書状があり、その内容は「大友氏の手勢が豊前国の大内領に侵攻して、近々戦になるので、村上水軍の助力を願いたい」という内容であった。
豊後の大友氏のもとへの亡命後、還俗した尊光は、当時の将軍・足利義高（のちの義澄）より偏諱を与えられて高弘と名乗り、大友氏の客将となった。その後、豊後で嫡男となる大内輝弘が生まれ、大内氏当主奪取の野望はその輝弘に受け継がれることとなり、永禄12年（1569年）の大内輝弘の乱へと繋がった。